# Dominion Range
Die Dominion Range (deutsch: Dominion-Kette) ist ein breiter Gebirgszug des Transantarktischen Gebirges, der über eine Länge von 48 Kilometern eine markante Landzunge am Zusammenfluss von Beardmore- und Mill-Gletscher bildet. Die höchste Erhebung ist Mount Mills mit einer Höhe von 2955 m. 
Der Gebirgszug wurde entdeckt von Teilnehmern der Nimrod-Expedition (1907–1909) unter der Leitung des britischen Polarforschers Ernest Shackleton. Benannt wurde er nach dem Dominion of New Zealand zum Dank für die Unterstützung der Expedition durch dessen Regierung.